# Josef Eilles
Josef Eilles, auch Joseph, (* 9. März 1880; † 1966 in München) war ein deutscher Reichsgerichtsrat.

## Leben
Eilles studierte Rechtswissenschaft an der Ludwig-Maximilians-Universität München und war seit 1900 Mitglied der schwarzen Studentenverbindung Apollo München (seit 1933 Burschenschaft Apollo München). 1903 wurde er Referendar. 1906 legte er die große Staatsprüfung ab. Im darauffolgenden Jahr wurde er Hilfsarbeiter im bayrischen Justizministerium. 1908 ernannte man ihn zum III. Staatsanwalt in Passau und 1910 zum Amtsrichter in München. Im Ersten Weltkrieg diente er als Offizier. Nach Kriegsende wurde er nach eigenen Angaben, die er nach Ende des Zweiten Weltkriegs machte, „1919 vorübergehend SPD“-Mitglied. 1919 kam er als II. Staatsanwalt nach Traunstein. Zum Landgerichtsrat in München wird er 1925 befördert, 1930 dort zum Oberstaatsanwalt ernannt. Im selben Jahr kam er als Hilfsarbeiter an das Reichsgericht in den  IX. Zivilsenat. 1932 wurde er zum Reichsgerichtsrat ernannt und in den VII. Zivilsenat versetzt, dem er bis zum Ende des Reichsgerichts 1945 angehörte. Nach 1945 war er Landgerichtsdirektor.
Eilles war der Vater des Politikers Kurt Eilles.

## Ehrungen
- März 1953 Verdienstkreuz (Steckkreuz) der Bundesrepublik Deutschland

## Quelle
- Ruth-Kristin Rössler: „Justizpolitik in der SBZ/DDR 1945-1956“, (Ius Commune Sonderheft 136) Frankfurt am Main 2000, S. 199.

## Belege
1. ↑  Josef Eilles in der Deutschen Digitalen Bibliothek
2. ↑  „Eilles, Joseph“. Fundanzeige für das Bayerische Hauptstaatsarchiv. In: Staatliche Archive in Bayern. Ehemals im Original (nicht mehr online verfügbar); abgerufen am 20. Juli 2011. (Seite nicht mehr abrufbar. Suche in Webarchiven)
3. ↑  Historischer Verein von Oberbayern (Hrsg.): „Vereinschronik 1966“, Oberbayerisches Archiv, Band 90 (1968), S. 170.
4. ↑  Willy Nolte (Hrsg.): Burschenschafter-Stammrolle. Verzeichnis der Mitglieder der Deutschen Burschenschaft nach dem Stande vom Sommer-Semester 1934. Berlin 1934, S. 102.
5. ↑  Münchner Burschenschaft Apollo: Festschrift zur Hundertjahrfeier 1865–1965; München 1965; S. 148 (Mitgliederverzeichnis).
6. ↑  Horst Kliemann, Stephen Taylor (Hrsg.): Who's who in Germany. Band 1. Intercontinental Book and Publishing Company, 1956, S. 275 (englisch, eingeschränkte Vorschau in der Google-Buchsuche [abgerufen am 14. September 2024]).

| Personendaten    | Personendaten               |
| ---------------- | --------------------------- |
| NAME             | Eilles, Josef               |
| ALTERNATIVNAMEN  | Eilles, Joseph              |
| KURZBESCHREIBUNG | deutscher Reichsgerichtsrat |
| GEBURTSDATUM     | 9. März 1880                |
| STERBEDATUM      | 1966                        |
| STERBEORT        | München                     |